# Рзаев, Таир Муса оглы
Таир Муса оглы Рзаев (азерб. Rzayev Tahir Musa oğlu; род. 24 февраля 1950, Агджабеди) — азербайджанский государственный деятель. Депутат Национального собрания Азербайджана II, III, IV, V, VI, VII созывов.

## Биография
Родился 24 февраля 1950 года в с. Хальфараддин Агджабединского района. Окончил факультет филологии Азербайджанского государственного университета.
Доктор филологических наук.
Окончил Бакинскую высшую партийную школу. 
С 1970 года являлся рабочим строительных управлений Агджабединского района.
С 1971 года — литературный сотрудник газеты «Sürət», издававшейся в Агджабединском районе. 
С 1977 года — второй, первый секретарь комсомольского комитета Агджабединского района. С 1982 года — инструктор районного комитета партии. С 1987 года — первый заместитель районного исполнительного комитета.  
С 1989 по 1994 год — рабочий кормозаготовительного объединения. 
С 1989 по 1994 год являлся литературным работником газеты «Ülfət», начальником отдела газеты «Aran».
С 1994 по 1999 год — помощник главы исполнительной власти Агджабединского района, начальник отдела исполнительной власти.
С 1999 по 2001 год — глава Агджабединского городского муниципалитета.
Член совета ветеранов партии «Новый Азербайджан».
Депутат Национального собрания Азербайджана II, III, IV, V, VI созывов.
Председатель Аграрного комитета, член комитета по региональным вопросам Национального собрания Азербайджана.
Руководитель межпарламентской рабочей группы Азербайджан — Катар.
В 2024 году на парламентских выборах в Азербайджане, которые состоялись 1 сентября, одержал победу в Агджабединском избирательном округе №86. Официально избран депутатом Милли Меджлиса Азербайджана седьмого созыва, первое заседание которого состоялось 23 сентября 2024 года.
Член Союза писателей Азербайджана.
Автор 21 книги, научных статей.

## Награды
- Орден «Слава» (24 февраля 2020, за активное участие в общественно-политической жизни Азербайджана)[4]